# نیدرالتایش
نیدرالتایش (به آلمانی: Niederalteich) یک شهر در آلمان است که در دگندورف واقع شده‌است.

## خصوصیات
نیدرالتایش ۹٫۹۶ کیلومترمربع مساحت دارد ۳۱۲ متر بالاتر از سطح دریا واقع شده‌است.